# Bodden-Binse
Die Bodden-Binse (Juncus gerardi), auch Bottenbinse oder Salz-Binse genannt, gehört zur Gattung der Binsen (Juncus) aus der
Familie der Binsengewächse (Juncaceae).

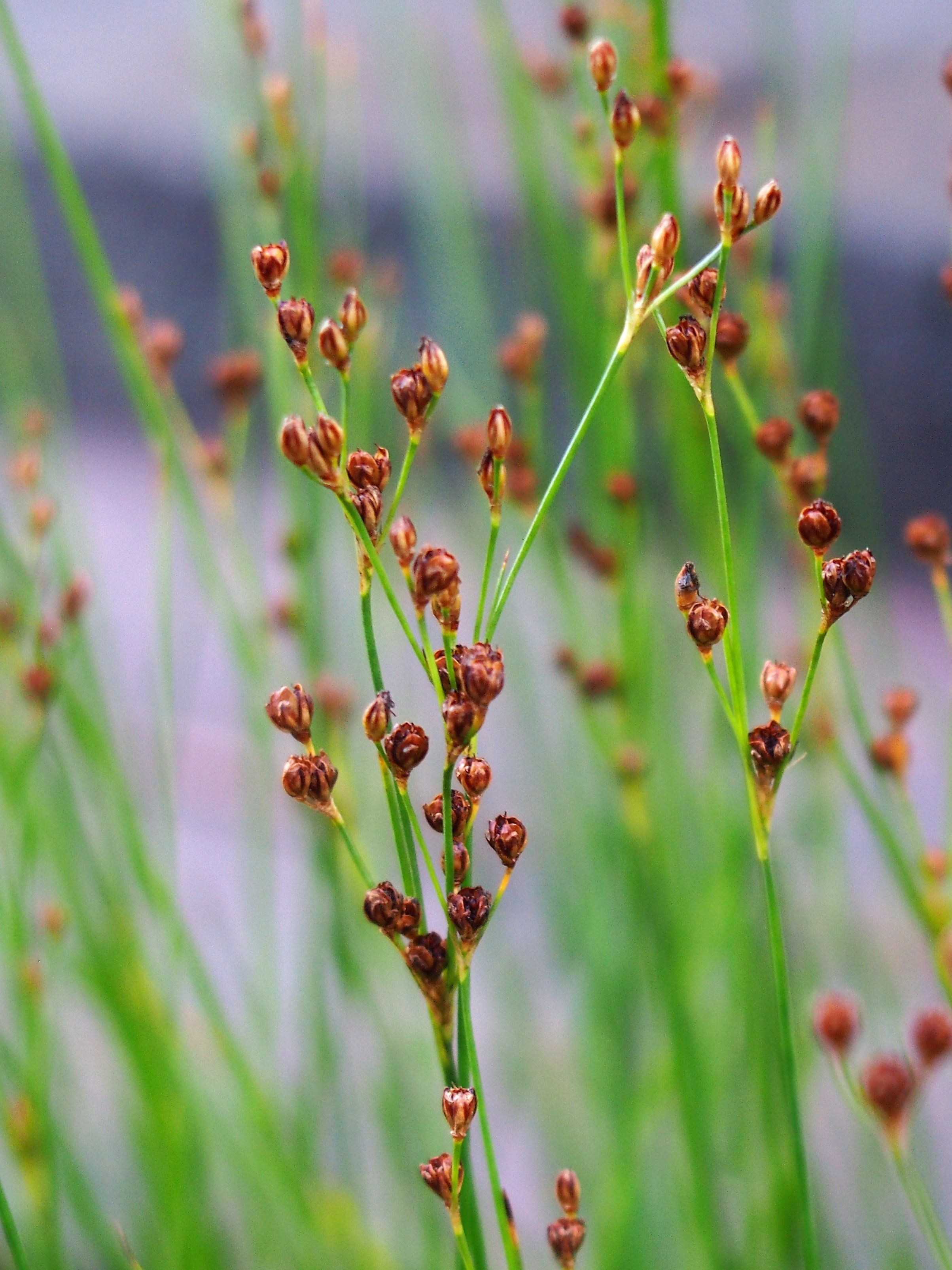
Fruchtstand

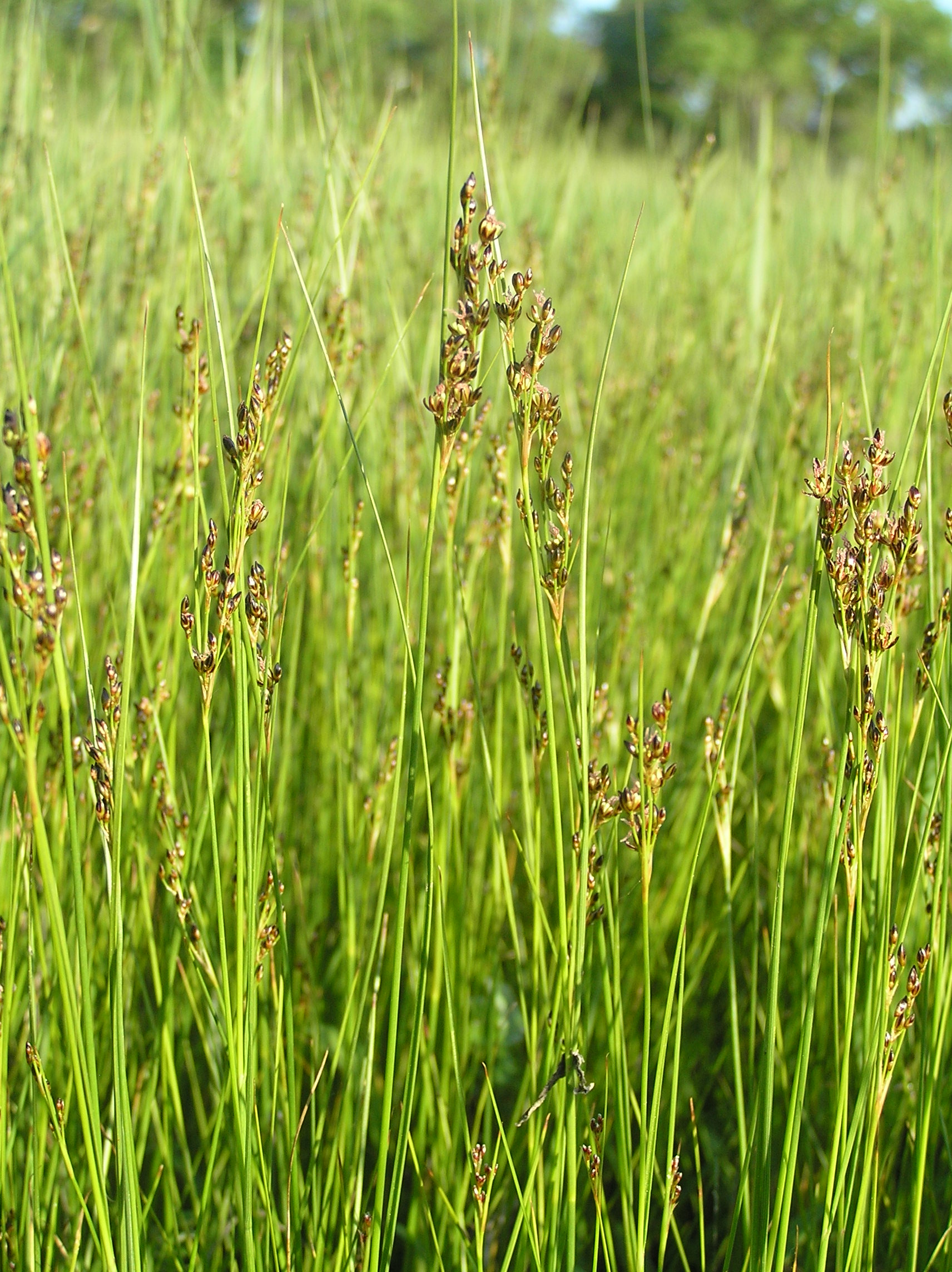
Bestand

## Beschreibung

### Vegetative Merkmale
Die Bodden-Binse ist eine überwinternd grüne, mehrjährige, krautige Pflanze, die Wuchshöhen zwischen 10 und 40 (bis 50) Zentimetern erreicht. Über kurze Ausläufer bildet sie lockere, leuchtend grüne bis olivgrüne Rasen. Sie ist aber selten bestandsbildend. Die beblätterten Stängel wachsen aufrecht. Sie sind starr und fast stielrund. Jeder Stängel trägt 0 bis 2 spreitenlose Blattscheiden, 4 bis 5 grundständige Blätter und 1 bis 2 Blätter im oberen Teil des Stängels. Die grundständigen Blattscheiden sind grau bis graubraun. Die Blätter sind zusammengedrückt und rinnig und mit einem gekammerten Mark erfüllt. Die Blattspreiten sind 2 bis 25 Zentimeter lang und 0,8 bis 2,5 Millimeter breit und haben am Grund kurze breite stumpfe Öhrchen.

### Generative Merkmale
Die Bodden-Binse blüht in der Zeit zwischen Juni und August. Der endständige Blütenstand ist eine lockere, reichblütige Spirre mit anfangs aufrecht stehenden Ästen. Die Äste sind 2 bis 10 Zentimeter lang. Das unterste Tragblatt ist kürzer bis etwa so lang wie die Spirre. Die einzelnen Blüten stehen getrennt voneinander. Die sechs Perigonblätter sind länglich bis elliptisch, zugespitzt, schwarzbraun und tragen einen helleren Mittelnerv und einen häutigen Rand. Sie sind alle gleich lang; die äußeren haben eine schmalen, die inneren einen breiten Hautrand. Sie sind in etwa so lang wie die Frucht. Die Blüten verfügen über sechs kurze Staubblätter, die haslb bis so lang wie die Blütenhüllblätter sind. Die Staubbeutel sind 1,2 bis 1,7 Millimeter lang und doppelt bis 3,5-mal so lang wie die Staubfäden. Der Griffel trägt 3 aufrechte, purpurrote Narben, die zur Blütezeit so lang sind wie der Fruchtknoten. Die Kapsel ist eiförmig bis ellipsoidisch, dunkelbraun und nur wenig länger als die Perigonblätter. Die klebrigen, braun bis rotbraunen Samen sind etwa 0,6 mm lang und tragen etwa 12 deutliche Längsstreifen und schwächere Querstreifen.
Die Chromosomenzahl beträgt 2n = 80 oder 84.

## Ökologie
Die Verbreitung der Diasporen erfolgt durch Anhaften im Fell oder an Federn von Tieren (Epizoochorie). Die Bestäubung der Blüten erfolgt über den Wind (Anemophilie), wie bei allen Arten der Gattung Juncus. Die Binse erträgt als Halblicht- bis Volllichtpflanze keine Beschattung. Ihren ökologischen Schwerpunkt hat die Pflanze auf feuchten bis periodisch überfluteten, basenreichen und salzhaltigen reinen Sand- oder Salztonböden.

## Vorkommen
Die Bodden-Binse kommt von Europa bis zur Mongolei, in Nordamerika und in Marokko und Algerien vor. In Grönland und im Russlands Fernem Osten kommt sie als Neophyt vor. In Europa hat sie Vorkommen in allen Ländern außer in Island, Spitzbergen, in der Schweiz, in Belarus und in Moldau.
Die Bodden-Binse wächst auf feuchten, salzbeeinflussten Stellen, wie die Salzwiesen der Küsten oder in Salinen und anderen Salzstandorten des Binnenlandes. An den Küsten ist die Bodden-Binse die Kennart der Pflanzengesellschaft (Assoziation) der Boddenbinsenrasen (Juncetum gerardii (Warming 1906) Du Rietz 1923). Hier wächst sie zusammen mit Salzwiesen-Rot-Schwingel (Festuca salina), Strand-Grasnelke (Armeria maritima), dem Englischen Löffelkraut (Cochlearia anglica) und dem Strand-Beifuß (Artemisia maritima). Die Gesellschaft wird nur noch selten, allenfalls von extremen Hochwassern, überflutet. Im Binnenland ist sie lokal die Kennart der Assoziation der Plattbinsen-Gesellschaft (Juncetum compressi Br.-Bl. 1918 ex Libb. 1932).

## Taxonomie und Systematik
Die Bodden-Binse wurde 1809 von Jean-Louis-Auguste Loiseleur-Deslongchamps in Journal de Botanique, rédigé par une Société de Botanistes (Desvaux), Band 2, S. 284 als Juncus gerardi erstbeschrieben. Synonyme von Juncus gerardi Loisel. sind Juncus compressus subsp. gerardi (Loisel.) Hartm. und Agathryon gerardi (Loisel.) Záv. Drábk. & Proćków. Das Epithet 'gerardi' ehrt den französischen Botaniker Louis Gérard (1733–1819).
Nach Jan Kirschner et al. (2002) werden folgende Unterarten unterschieden:
- Juncus gerardi subsp. atrofuscus (Rupr.) Printz: Sie kommt in Nord- und Nordosteuropa vor.[6]
- Juncus gerardi subsp. gerardi: Sie kommt fast überall in Europa, außerdem in West- und Zentralasien, Nordamerika (Kanada bis in den Norden der USA) und im nordwestlichen Afrika verbreitet vor.[6]
- Juncus gerardi subsp. montanus Snogerup: Sie kommt in Spanien und im nördlichen Marokko vor.[6]

## Nutzung
Im Gegensatz zu vielen anderen Arten der Gattung Juncus wird die Bodden-Binse aufgrund der kompakten und leicht fleischigen Substanz der Stängel und Blätter sowohl frisch als auch trocken sehr gerne vom Vieh gefressen. Sie ist eine kennzeichnende Pflanze der Salzwiesen der Küsten.